# Матиссен, Кира Владимировна
Кира Владимировна Матиссен (известна также, как Кира Владимировна Матиссен-Рожкова; род. 5 сентября 1969, Москва) — график, художник книги, мультимедиа-художник, дизайнер.

## Биография
Кира Матиссен (творческий псевдоним kirma), внучка художника Юрия Рожкова, окончила Московский государственный университет печати им. Ив. Фёдорова по специальности художник-график (1993). Основное направление работы — поиск взаимодействия формы и информации путём создания «ИНФОРМ» в различных художественных практиках: объекты, медиа, инсталляции, выставочные проекты.
Член Творческий союз художников России (МФХ ЮНЕСКО с 1993 года), по секциям «Новейшие течения» и «Книга художника».
Матиссен участник многих российских и международных групповых арт-проектов в жанре livre d’artiste: Город как субъективность художника, СПб, 2020), ИЛИ@ЗДА, Мск. 2019; Поэзия неведомых слов (вариации в кириллице), Мск. 2019); Жёлтый звук, (к 85-летию Альфреда Шнитке) Мск. 2019; Русский Букварь, Мск. 2018; Странник Гумилёв, Мск. 2016; Маяковский—Манифест (2014).
С 2017 года занимается преподавательской работой, ведёт курсы основы живописи, рисунка и композиции.
Живёт и работает в Москве.

## Музейные собрания

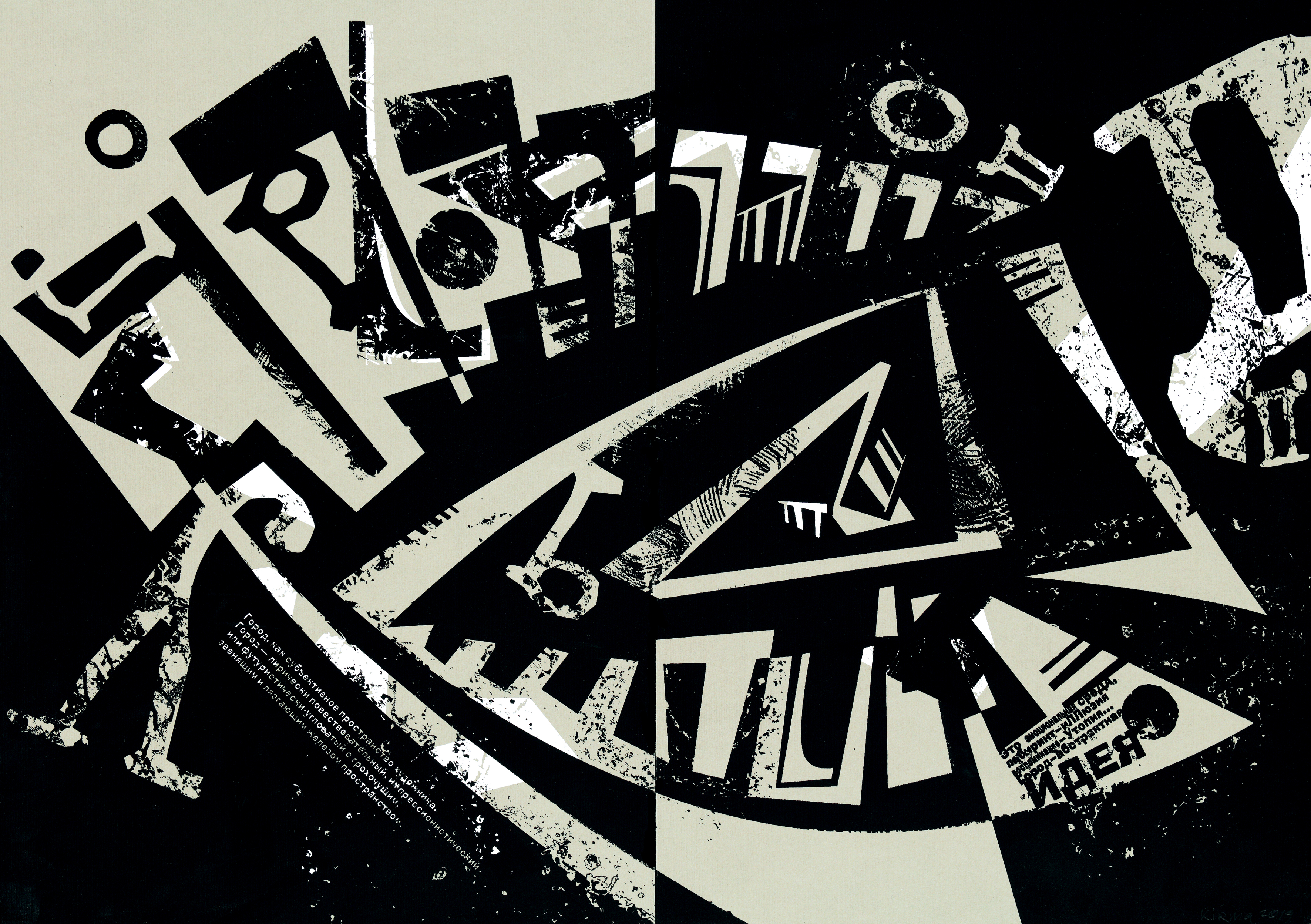
Город — Холод (для проекта Город как субъективность художника). 2019, 420 х 594 мм, б., шелкография

- Эрмитаж. Научная библиотека, Сектор редких книг и рукописей. (Санкт-Петербург)[13].
- ГМИИ им. Пушкина. Научная библиотека, Сектор редких книг (Москва).
- Государственный Русский музей. (Санкт-Петербург).
- Государственный музей В. В. Маяковского. (Москва).
- Московский музей современного искусства. (Москва).
- AVC Charity Foundation. (Москва).
- Музей АZ. (Москва).
- Астраханская картинная галерея имени П. М. Догадина (Астрахань);
- Британская библиотека. (Лондон)[14].
- Музей Гетти. Институт исследования Гетти. (Лос-Анджелес. США).
- Библиотека Принстонского университета. Департамент редких книг и специальных коллекций (Нью-Джерси. США)[15].
- Библиотека Диринга. Северо-Западный университет. Эванстон (Иллинойс). Фонд Книги художника. США.
- Библиотека Чапина. Уильямстаун (Массачусетс). Фонд Книги художника. США.
- Музей ван Аббе. LS (Альберт Лемменс & Серж Стоммелс) коллекция русской Книги художника Эйндховен (Нидерланды).

## Выставки
Кира Матиссен участник и организатор целого ряда выставочных проектов посвященных русскому авангарду: Временный памятник. Монтаж Настоящего (2013—2014, Мск.); Тачка Авангарда (2014, Мск.); Свет на просвет (2017, Мск.); Сопромат (2020, Мск.).